# Pedro H. G. Ferreira de Souza
Pedro H. G. Ferreira de Souza é um sociólogo e pesquisador brasileiro.

## Biografia
Trabalha desde 2009 no Instituto de Pesquisa Econômica Aplicada como técnico de planejamento e pesquisa da Diretoria de Estudos e Políticas Sociais.

## Pesquisa
Suas pesquisas são principalmente sobre pobreza e desigualdade, tendo recebido o prêmio "O Brasil que sai do Censo", da Fundação Ford/Anpocs, em 2012, e o terceiro lugar no Prêmio Tesouro Nacional 2012 com o tema "Economia e contabilidade do setor público".

## Obra
Sua tese de Doutorado em Sociologia, defendida na Universidade de Brasília, ganhou o Prêmio Capes de Melhor Tese em Sociologia e o Prêmio Anpocs de Melhor Tese em Ciências Sociais em 2017. A pesquisa foi publicada como livro pela editora Hucitec em 2018 com o título Uma história da desigualdade: a concentração de renda entre os ricos no Brasil 1926 - 2013, tendo ganho no ano seguinte o Prêmio Jabuti nas categorias "Humanidades" e "Livro do Ano".